# Marcia su Roma
La marcia su Roma fu una manifestazione armata eversiva organizzata dal Partito Nazionale Fascista (PNF), volta al colpo di Stato con lo scopo di favorire l'ascesa di Benito Mussolini alla guida del governo in Italia. Il 28 ottobre 1922 migliaia di fascisti si diressero verso la capitale minacciando la presa del potere con la violenza.
La manifestazione ebbe termine il 30 ottobre, quando il re Vittorio Emanuele III incaricò Mussolini di formare un nuovo governo. La marcia su Roma fu propagandata negli anni successivi come il prologo della «rivoluzione fascista» e il suo anniversario divenne il punto di riferimento per il conto degli anni secondo l'era fascista.

## Contesto storico

### Timori di un colpo di stato
Già durante la prima guerra mondiale erano apparsi forti segni di distacco da parte di esponenti dell'esercito nei confronti dei rappresentanti dello Stato liberale, giudicati indegni, ma anche verso una parte delle truppe e la popolazione, che secondo Ottone Rosai avrebbe richiesto l'uso di bastoni e dell'olio di ricino.
Nel giugno 1919 si diffuse sulla stampa la notizia di un complotto per un colpo di stato organizzato da nazionalisti, da arditi, da ex combattenti e da membri dell'esercito, il tutto con il probabile coinvolgimento di Benito Mussolini e di Emanuele Filiberto di Savoia-Aosta e con il finanziamento di «industriali della Lombardia, della Liguria e del Piemonte». A settembre si ebbero nuove voci di una azione di forza, che però si concretizzò nell'occupazione della città di Fiume da parte di associazioni nazionalistiche e di reparti (insubordinati) del Regio Esercito.
(Francesco Saverio Nitti, presidente del Consiglio dei ministri, discorso alla Camera, 13 settembre 1919)
Vennero poi sciolte le camere e organizzate nuove elezioni, con nuove minacce eversive da parte fascista.
(Mussolini, 2 ottobre 1919)
Il successo delle liste socialiste nelle elezioni politiche complicò però la possibilità di accordi politici per la formazione di un governo.
Ancora nell’ottobre 1920 ci furono voci di un colpo di stato con base a Fiume, ma a fine anno persero vigore con la ratifica del trattato di Rapallo e la fine dell'esperienza fiumana.

### Elezioni e violenze
GiornateAnno03.000.0006.000.0009.000.00012.000.00015.000.00018.000.00021.000.0001881188818951902190919161923IndustriaAgricoltura
Povertà e disagio nel dopoguerra portarono a scioperi e agitazioni e anche a occupazioni di terre, con scontri tra i manifestanti e le forze dell'ordine. Si inserirono in questo contesto le violenze fasciste iniziate l'11 gennaio 1919 con la contestazione di un comizio di Leonida Bissolati e proseguite nel mese di aprile con l'incendio della sede milanese del quotidiano socialista Avanti!.
L'attività fascista subì un arresto con i modesti risultati delle elezioni del novembre 1919; si sviluppò di nuovo a partire dall'estate del 1920 con le violenze dell'Hotel Balkan a Trieste e con lo scoppio di una bomba a Venezia contro una manifestazione socialista, ma soprattutto con gli squadristi al servizio degli interessi agrari contro gli scioperanti e degli industriali dopo l'occupazione delle fabbriche.
In occasione delle elezioni amministrative del 1920 si creò inoltre un blocco antisocialista e risultò evidente l'indulgenza (in alcuni casi un effettivo sostegno) verso le violenze fasciste da parte di elementi dell'amministrazione dello Stato e del mondo militare. Le nuove amministrazioni comunali furono per quasi un quarto a guida socialista o repubblicana (rispettivamente 2 022 e 27 comuni su un totale di 8 327), con punte in Emilia-Romagna (215 comuni socialisti e 11 repubblicani su 329) e in Toscana (151 comuni socialisti e 5 repubblicani su 290); anche nelle amministrazioni provinciali ci fu un successo socialista con 26 consigli provinciali su 69 (7 su 8 in Emilia-Romagna e 6 su 8 in Toscana).
Le squadre fasciste, organizzate militarmente grazie all'inclusione di arditi ed ex combattenti, iniziarono così a colpire violentemente le nuove amministrazioni socialiste, come nel caso di Bologna. I disordini (spesso organizzati coordinando gruppi da zone diverse) permettevano così al governo di sciogliere l'amministrazione locale e sostituirla con un commissario favorevole al governo stesso; inoltre gli attacchi contro le Camere del Lavoro ne allontanavano gli iscritti, indebolendone l'azione.
domandiamo difese, non domandiamo ausili, non domandiamo interventi. Soltanto vogliamo mettere in luce una verità che è ormai troppo chiara; vogliamo dimostrarvi che se il fascismo esiste, se il fascismo agisce, se tenta le sue imprese pazzesche nel paese, ciò è dovuto alla connivenza governativa. E quando avremo dimostrato questo, avremo dimostrato che il Governo abdica ai suoi poteri di difesa e di conservazione nelle mani di una privata organizzazione che può domani rivolgersi contro lo stesso Governo. (Approvazioni all'estrema sinistra). Ebbene, signori, lasciateci liberi, lasciateci la stessa libertà; non mettete i cordoni dei carabinieri a proteggere il manipolo dei fascisti; lasciate che la guerra civile si scateni per le strade, se questo è il vostro programma; ma non tenete stretto uno dei due contendenti, mentre l'altro gli assesta il colpo.»
(Adelmo Niccolai, discorso alla Camera, 17 novembre 1920)

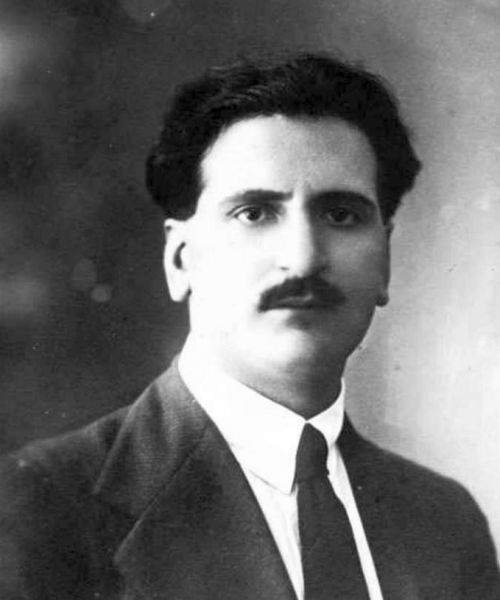
Giuseppe Di Vagno

Nel 1921 crebbe il numero di violenze da parte fascista, tanto che a gennaio e a febbraio si ebbero articoli di giornali di parte governativa che invitavano a interrompere queste azioni, pur volendole giustificare come reazione alle violenze socialiste.
Durante il periodo delle elezioni politiche del maggio 1921 queste violenze però aumentarono ancora e si ebbero sempre più casi di complicità da parte di appartenenti alle forze dell'ordine. I risultati elettorali segnarono una flessione per i socialisti e l'ingresso di una trentina di fascisti alla Camera (principalmente tramite liste dei Blocchi nazionali), che il 13 giugno aggredirono il deputato Francesco Misiano, che aveva disertato durante la Prima guerra mondiale. Violenze in aula si ebbero durante le sedute del 21 giugno, del 20 luglio e del 22 luglio, con intervento del presidente. Fallì anche il tentativo di un patto di pacificazione, perché non accettato dai fasci locali; le violenze continuarono e colpirono anche deputati, con l'aggressione di Claudio Treves e l'omicidio di Giuseppe Di Vagno.

Francesco Misiano
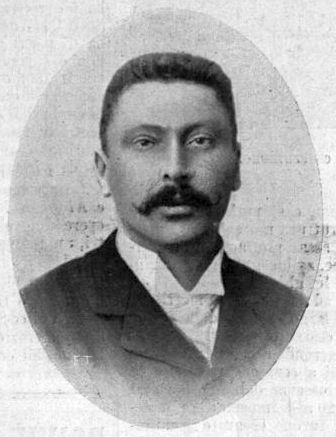
Claudio Treves

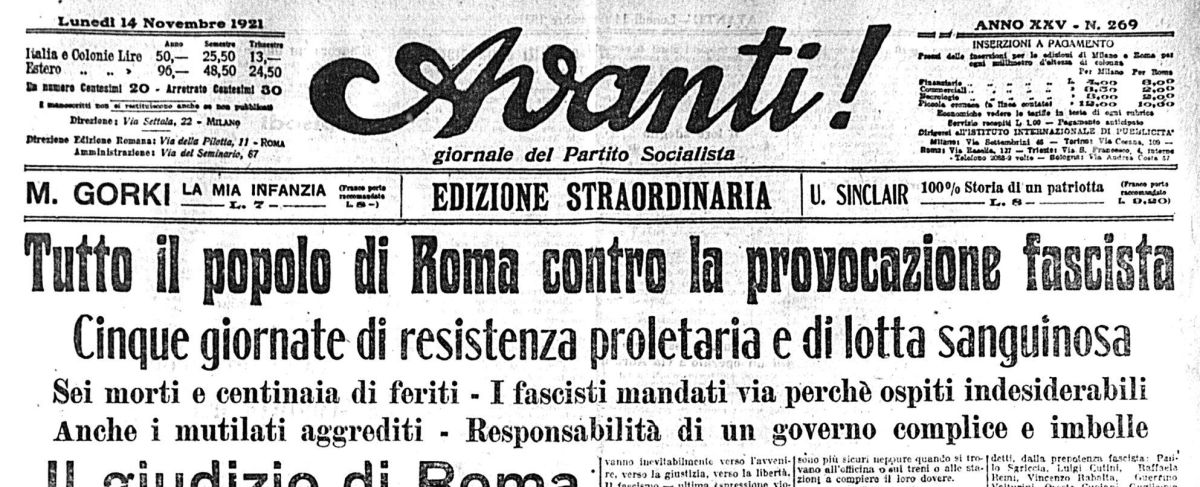
Titolo dell'Avanti! dopo gli scontri di Roma per il congresso fascista

Il governo organizzò le celebrazioni per il 4 novembre con la traslazione della salma del Milite ignoto. Per i giorni successivi a Roma venne organizzato il terzo congresso fascista; nonostante la presenza di forze dell'ordine, si svolsero numerosi scontri e violenze con forze antifasciste, con due morti e circa 150 feriti. Anche se il governo si mostrò debole nel cercare di opporsi ai cortei e alle violenze, nel complesso le giornate romane rappresentarono una sconfitta per i fascisti.

### Il 1922

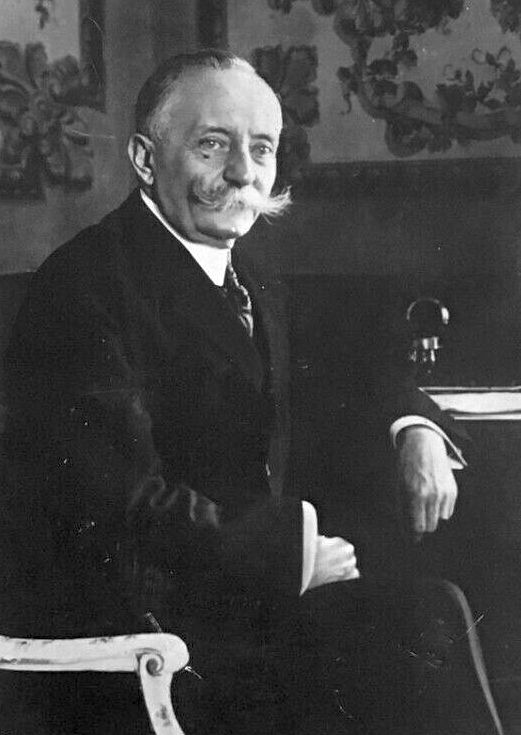
Luigi Facta, presidente del consiglio dei Ministri da febbraio

Nel 1922 i fascisti cercarono di espandersi sia a Nord nei luoghi ancora controllati dai socialisti sia nell'Italia meridionale. Inoltre, considerati anche gli esiti negativi delle giornate romane a fine 1921, quando ad aprile 1922 si tenne il consiglio nazionale fascista, Benito Mussolini e Dino Grandi spinsero per abbandonare le idee insurrezionali e seguire una via legalitaria. Nonostante queste rassicurazioni esteriori, il partito fascista continuava l'organizzazione delle squadre in quattro zone (Nord-occidentale, Nord-orientale, centro con la Sardegna, Sud con la Sicilia) in vista di eventi insurrezionali a livello nazionale; inoltre da maggio si ebbero mobilitazioni fasciste con una nuova serie di violenze, che misero in difficoltà il neonato primo governo Facta, in particolare con l'occupazione di Bologna e di Cremona (con il saccheggio delle case dei deputati Giuseppe Garibotti e Guido Miglioli). Tra i discorsi che segnarono la caduta del governo è da segnalare il discorso di Mussolini con minacce verso un possibile fronte antifascista, che suscitarono la reazione di Filippo Turati; le preoccupazioni dei partiti nascevano anche in considerazione del sostegno dato alle azioni fasciste dall'esercito e da una parte della pubblica amministrazione.
(Mussolini, discorso alla Camera, 19 luglio 1922)

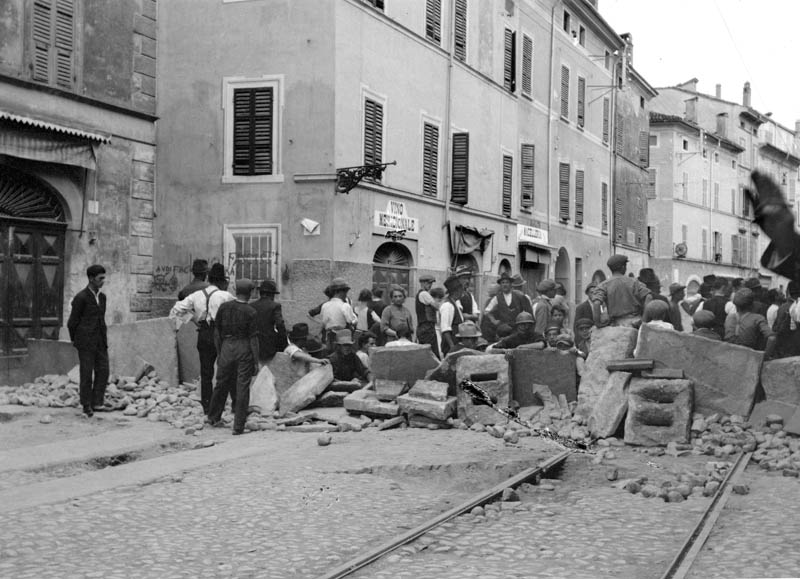
Barricate antifasciste a Parma a inizio agosto

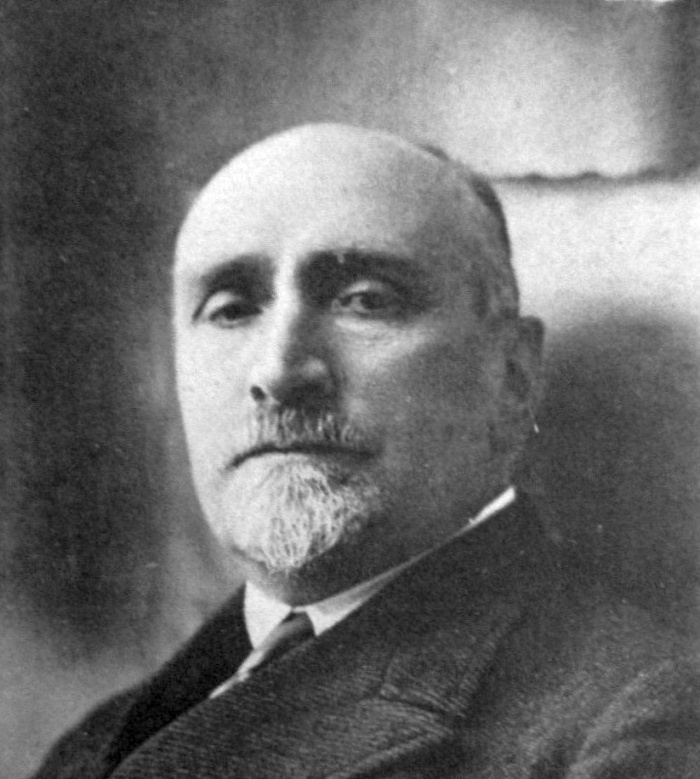
Angelo Filippetti, sindaco socialista di Milano destituito dal prefetto Alfredo Lusignoli dopo l'occupazione del palazzo municipale da parte dei fascisti

Nel frattempo si intensificarono gli attacchi fascisti contro cooperative e camere del lavoro. In particolare a Ravenna il 26 luglio si tenne uno sciopero dell'Alleanza del Lavoro, costituita da forze di sinistra; le squadre di Italo Balbo occuparono la città con nuove violenze, in un momento di crisi di governo. L'Alleanza del Lavoro promosse allora uno Sciopero legalitario per l'inizio di agosto. Nel tentativo di gestire la situazione, il re Vittorio Emanuele III affidò nuovamente l'incarico a Facta per formare un nuovo governo. Lo sciopero fu un sostanziale fallimento e diede il pretesto ai fascisti per occupare altre amministrazioni socialiste. Ci furono voci di spedizioni di fascisti verso Roma e furono presi provvedimenti per bloccare eventuali "treni sovversivi" diretti a Roma (poi non verificatisi). A Milano i fascisti distrussero la sede dell'Avanti! e occuparono il palazzo comunale a guida socialista (anche in questo caso l'amministrazione fu commissariata) e Aldo Finzi dichiarò l'intenzione del partito di occupare tutti i comuni socialisti e uccidere una serie di nemici del fascismo. Vista la gravità della situazione tra il 5 e il 6 agosto fu ordinato ai prefetti di Ancona, Brescia, Genova, Livorno, Milano e Parma di cedere il potere all'autorità militare per il ripristino della normalità.
(Luigi Salvatorelli)
Il 6 agosto fu emanato un comunicato ufficiale del governo ai cittadini «perché cessino dai contrasti sanguinosi e gli spiriti si elevino a un sentimento di solidarietà patriottica e umana». Mussolini rispose rivendicando l'efficacia della violenza in tali casi. Tra l'8 e il 9 agosto si svolse la discussione per la fiducia al nuovo governo, con riferimenti alla situazione interna del paese; i deputati fascisti e dei combattenti proseguirono con le proprie minacce eversive, mentre gli altri partiti si divisero sul comportamento da tenere. Il governo ottenne la fiducia con 247 favorevoli e 122 contrari, anche con il supporto di fascisti e combattenti.

## Svolgimento

### Preparativi

Luigi Albertini, direttore del Corriere della Sera

Dopo le violenze di inizio agosto si diffusero sempre più insistenti le voci di un colpo di stato e dell'instaurazione di una dittatura da parte fascista, non senza preoccupazioni da parte di alcuni ambienti moderati che avevano precedentemente difeso le azioni fasciste.
(dal Corriere della Sera)
(Mussolini, intervista a Il Mattino, 11 agosto)
A fine agosto Il Giornale d'Italia pubblicò una lettera di «alcuni ufficiali a nome di tutto l'esercito» in cui si indicava come avessero «simpatizzato per i fascisti» ma si chiedeva di chiarire la posizione rispetto alla Corona, dato che il fascismo aveva fino a quel momento manifestato idee repubblicane. La risposta di Mussolini, pubblicata lo stesso giorno, non chiarì in modo definitivo la questione. Fu solo in occasione di un comizio tenuto a Udine il 20 settembre che fu escluso un attacco contro la monarchia, così come richiesto dai militari; nella stessa occasione fu indicato ai fascisti di dimenticare «le accoglienze più o meno ingrate che avemmo a Roma nell'ottobre scorso».

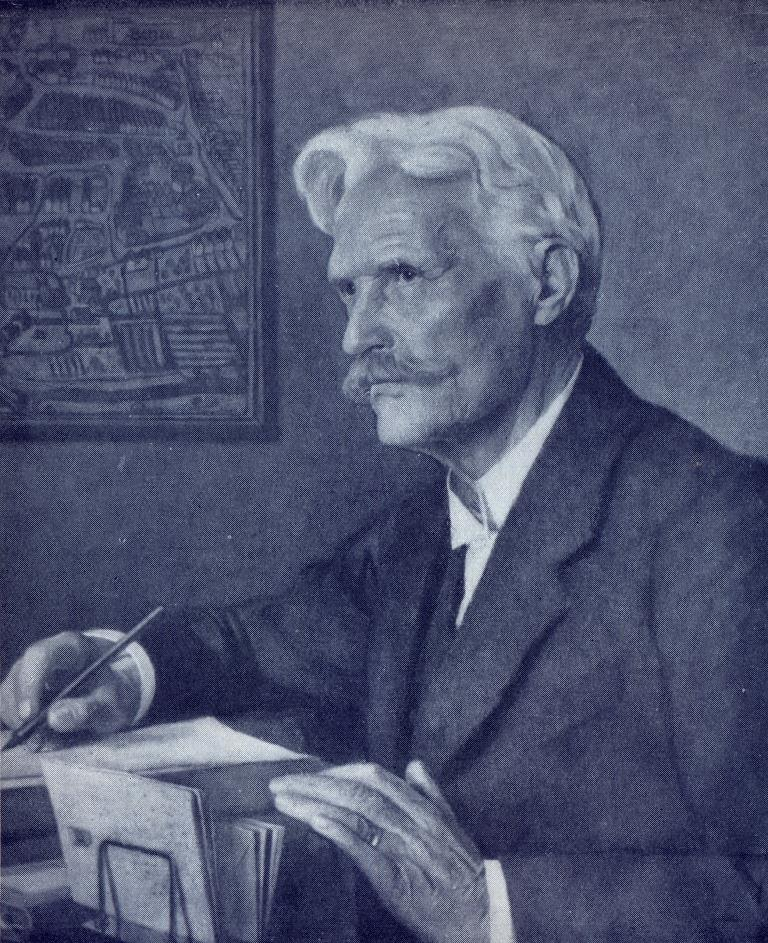
Julius Perathoner, sindaco di Bolzano, deposto dai fascisti il 3 ottobre

A inizio ottobre, subito dopo le violenze compiute a Bolzano, fu pubblicato il «Regolamento di disciplina della milizia fascista», preparato da Italo Balbo, Michele Bianchi, Emilio De Bono e Cesare Maria De Vecchi, con l'ufficializzazione di un corpo armato privato, ennesima provocazione verso lo Stato.
Attorno alla metà di ottobre iniziarono i preparativi per la marcia su Roma. Il giorno 16 a Milano con Mussolini, Balbo, Bianchi, De Bono e De Vecchi si riunirono Gustavo Fara, Sante Ceccherini, Ulisse Igliori e Attilio Teruzzi; altre riunioni si tennero nei giorni 18, 20 e 21. Era prevista l'occupazione di alcune città del centro-sud per evitare l'invio di truppe; la marcia su Roma sarebbe invece stata condotta dalle squadre del centro-nord. Il piano si componeva di cinque punti:
2. Concentramento delle camicie nere a Santa Marinella, Perugia, Tivoli, Monterotondo, Volturno;

3. Ultimatum al governo Facta per la cessione generale dei poteri dello Stato;

4. Entrata in Roma e presa di possesso ad ogni costo dei Ministeri. In caso di sconfitta le milizie fasciste avrebbero dovuto ripiegare verso l'Italia centrale, protette dalle riserve ammassate nell'Umbria;

5. Costituzione del governo fascista in una città dell'Italia centrale. Adunata rapida delle camicie nere della Vallata Padana e ripresa dell'azione su Roma fino alla vittoria e al possesso.

Nel doloroso caso di un investimento bellico, la colonna Bottai (Tivoli e Valmontone) accerchierà il quartiere San Lorenzo entrando dalla Porta Tiburtina e da Porta Maggiore, la colonna Igliori con Fara (Monterotondo) premerà da Porta Salaria e da Porta Pia e la colonna Perrone (Santa Marinella) da Trastevere.»
Sempre a ottobre in interviste sulla stampa gli stessi fascisti (Bianchi sul Corriere della Sera, Balbo su La Nazione) escludevano invece la realizzazione di una marcia su Roma.

### Il congresso di Napoli

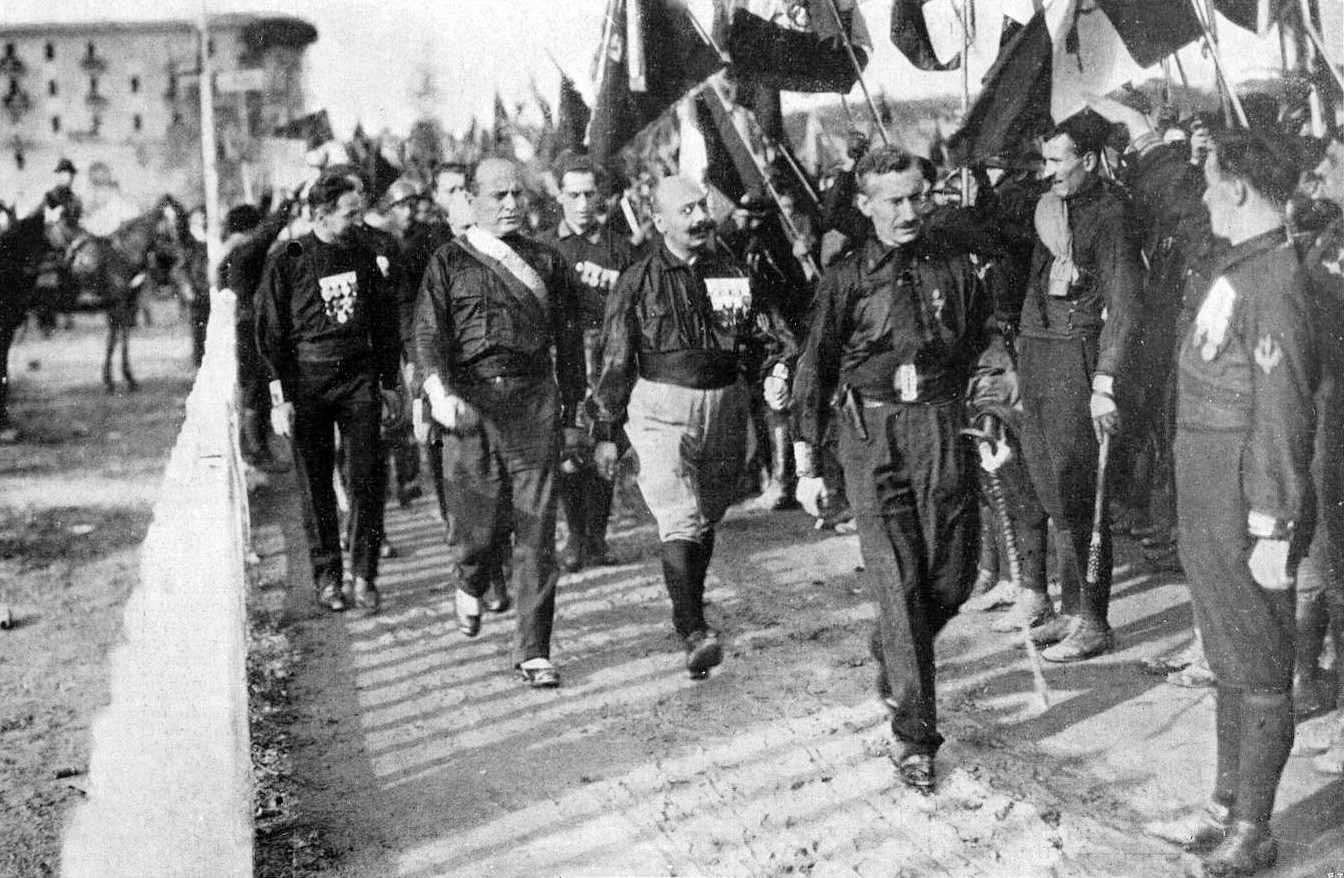
Il congresso fascista a Napoli

Il congresso fascista si tenne a Napoli dal 24 ottobre e già dal giorno precedente si segnalò l'arrivo di numerosi gruppi. È considerato attendibile il numero di 15 000 partecipanti, anche se i giornali di parte indicarono numeri fino a 40 000. Si trattò comunque di una prova di forza contro lo Stato; secondo Emilio Gentile fu «un simbolico atto di completamento della conquista fascista del paese prima di andare al potere».
Il discorso di Mussolini iniziò contrapponendo l'accoglienza di Napoli rispetto a come l'anno precedente «a Roma ci siamo trovati in un momento avviluppati da un'ostilità sorda e sotterranea che traeva le sue origini dagli equivoci e dalle infamie che caratterizzano l'indeterminato mondo politico della capitale»; indicò inoltre Paolino Taddei, Giovanni Amendola e Giulio Alessio come «tre anime nere della reazione antifascista». Aggiunse le proprie richieste al governo, in particolare con l'attribuzione di cinque ministeri (Esteri, Guerra, Marina, Lavoro e Lavori Pubblici).
(Mussolini, discorso a Napoli, 24 ottobre)

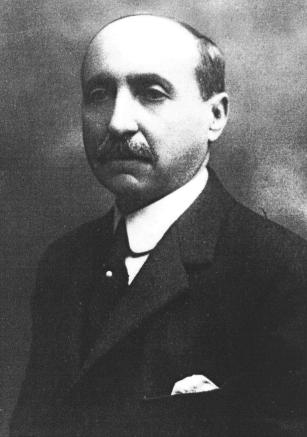
Paolino Taddei
Giovanni Amendola
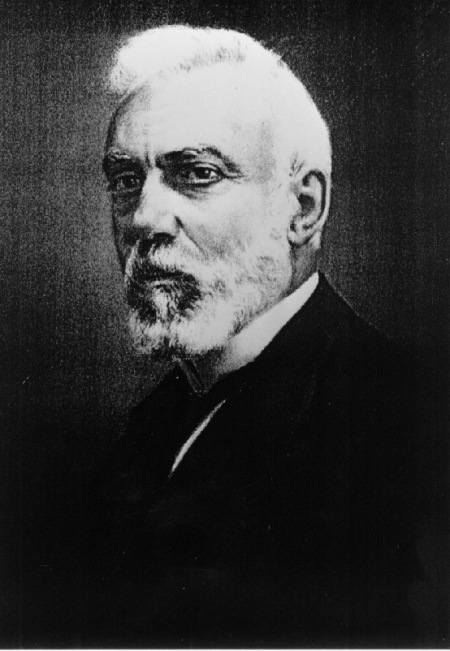
Giulio Alessio

Nel pomeriggio dello stesso 24 ottobre nel passare in rivista le squadre, Mussolini riprese le precedenti minacce: «O ci daranno il Governo o ce lo piglieremo noi calando su Roma». Per i giorni 25 e 26 era previsto un convegno che passò però in secondo piano e non vide elementi di interesse.
Negli stessi giorni si era aperta anche una crisi di governo e si facevano i nomi di Giovanni Giolitti, Francesco Saverio Nitti, Antonio Salandra e Vittorio Emanuele Orlando. Intanto vennero presi provvedimenti per monitorare le attività delle squadre fasciste sul territorio.
La sera del 24 ottobre Facta aveva scritto al re che considerava ormai tramontato il progetto della marcia su Roma «tuttavia conservasi massima vigilanza». Il giorno 26 però il presidente del consiglio Facta, il ministro dell'Interno Taddei e il ministro della Guerra Soleri inviarono telegrammi ai prefetti e ai comandanti militari in relazione ad attività insurrezionali che erano segnalate da varie fonti e che furono confermate dalle risposte di alcuni prefetti.

### 27 ottobre

Suddivisione territoriale in dodici zone (mappa rispetto ai confini nazionali attuali)

L'organizzazione prevedeva la suddivisione in dodici zone; tra il 27 e il 28 ottobre le squadre avrebbero dovuto occupare gli edifici pubblici dei principali centri e poi dirigersi su Roma. Furono così occupate prefetture, uffici di comunicazione (postali, telegrafici e telefonici) e stazioni ferroviarie, a partire dai centri in cui era già nota una disponibilità a collaborare da parte delle autorità. Ci furono insurrezioni a Pisa e a Siena; a Cremona ci furono scontri armati e morti, perché i fascisti non si aspettavano l'opposizione dei militari; a Foggia i fascisti, di ritorno da Napoli, occuparono vari uffici pubblici. Ulteriori occupazioni si ebbero in altre città (Alessandria, Bologna, Brescia, Ferrara, Firenze, Gorizia, Novara, Pavia, Piacenza, Porto Maurizio, Rovigo, Treviso, Trieste, Udine, Venezia e Verona).
Fascisti iniziarono a giungere anche a Perugia, scelta come sede di coordinamento, forse per l'amicizia tra Michele Bianchi e il prefetto; sul posto erano presenti Balbo e De Bono.
A Roma dal pomeriggio il comando era stato assunto dal generale Emanuele Pugliese, comandante di divisione; egli aveva predisposto il piano di difesa della capitale con blocco degli snodi ferroviari di Civitavecchia, Orte, Avezzano e Segni e disposizione di blocchi attorno alla città da parte dell'esercito.
In serata Facta presentò al re (appena tornato a Roma) le dimissioni del proprio governo, dato che il giorno prima Vincenzo Riccio si era dimesso da ministro. Nella notte, a causa delle notizie sull'insurrezione fascista, si tenne una riunione presso il ministero della Guerra, con Facta, i ministri Taddei e Soleri, il generale Pugliese e il colonnello Carletti. Pugliese respinse le accuse contro l'esercito, denunciando la mancanza di ordini precisi su come rispondere; fu stabilito di convocare subito un consiglio dei ministri, che decretò lo stato d'assedio in tutta Italia dalle ore 12 successive, l'interruzione delle linee ferroviarie, la sospensione del servizio telefonico pubblico e la censura telegrafica. Il mattino successivo ne fu data comunicazione ai prefetti con telegramma delle ore 7:30.

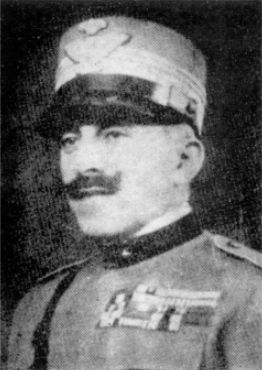
Emanuele Pugliese
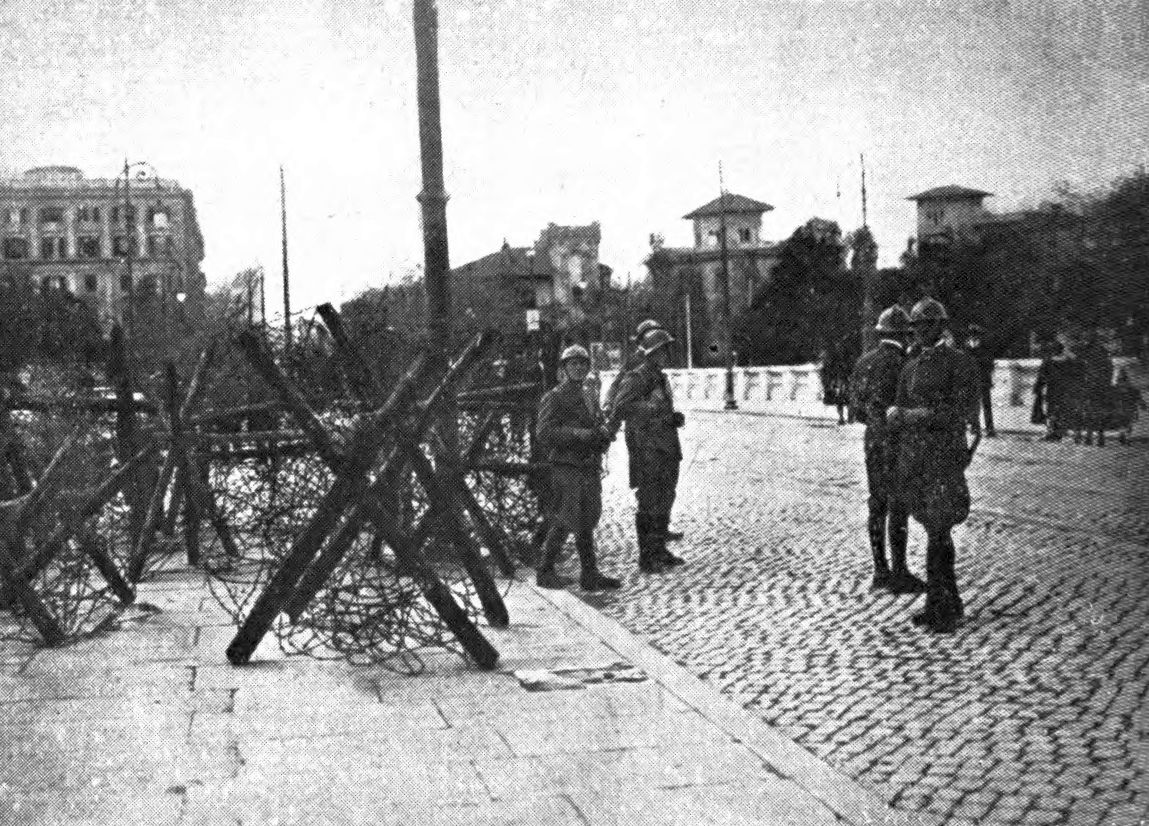
Sbarramenti sulle rive del Tevere a Roma
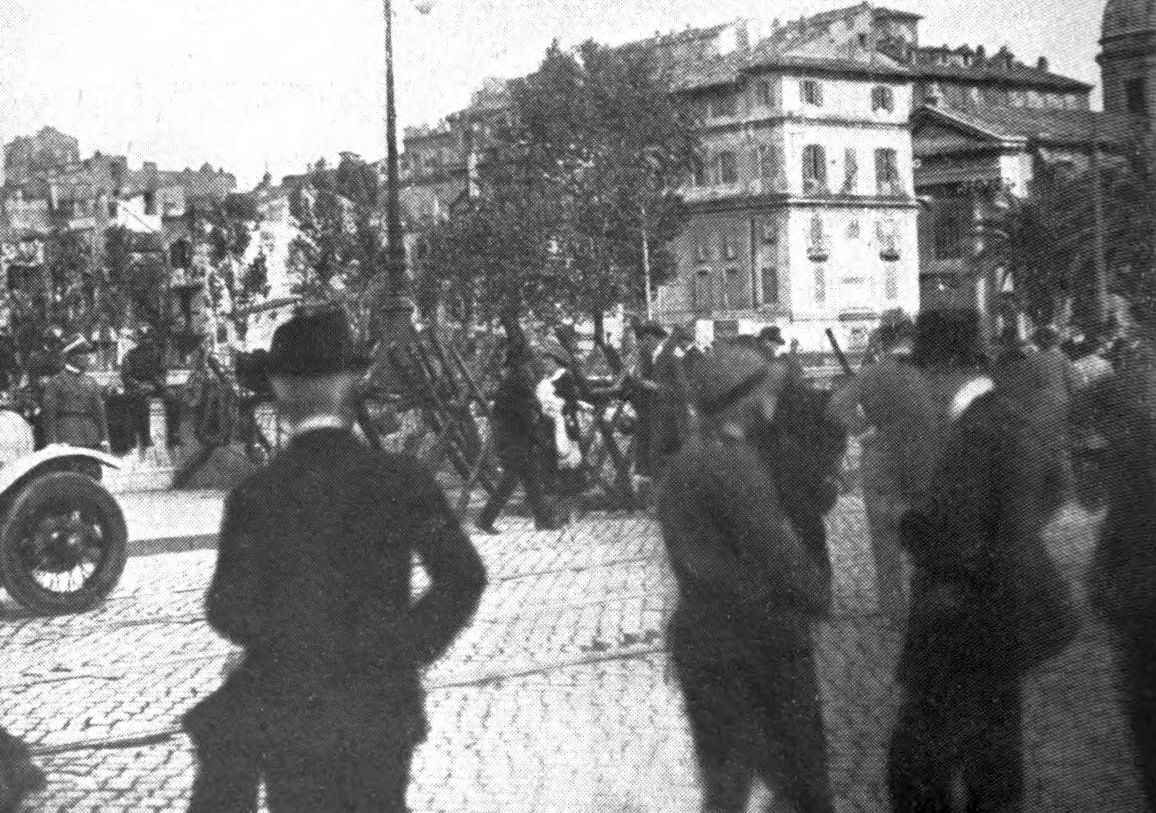
Sbarramenti al ponte Cavour a Roma

### 28 ottobre

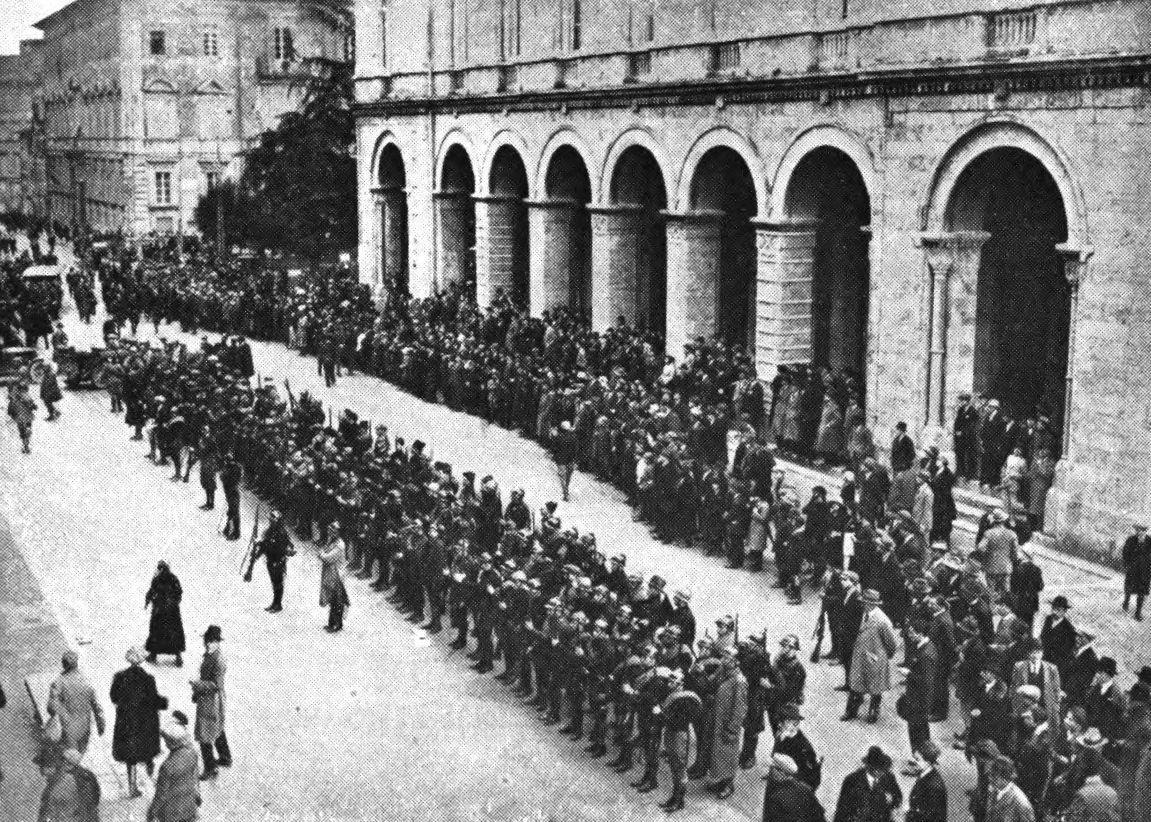
Perugia. Fascisti attorno all'Hotel Brufani

Nel corso del 28 ottobre iniziò il previsto raduno dei fascisti a Foligno, Monterotondo, Santa Marinella e Tivoli; in totale erano presenti circa 16 000 uomini; il concentramento durò fino al 29.
Alle ore 9 il decreto per lo stato d'assedio fu presentato al re, che rifiutò di firmarlo. Attorno a mezzogiorno il governo inviò un nuovo telegramma ai prefetti, che annullava il precedente: in mancanza del decreto non dovevano essere applicati i relativi provvedimenti. Ciò diede il via libera all'insurrezione dei fascisti che non incontrarono più alcuna opposizione.
Nel pomeriggio il re diede l'incarico ad Antonio Salandra per la formazione di un governo, ma il tentativo fu vanificato dall'opposizione fascista a entrare in tale governo.
I giornali non legati ai fascisti o ai combattenti furono diffidati dall'uscire il giorno 29 e le tipografie di molti giornali (soprattutto di sinistra o dei popolari) furono incendiate. I giornali fascisti enfatizzarono la decisione del re di non firmare il decreto per lo stato d'assedio.

### 29 ottobre
Mussolini non aveva partecipato alla marcia, ma era rimasto a Milano, dove si trovava la sede del giornale il Popolo d'Italia; la sera del 27 si recò come spettatore al teatro Manzoni, ostentando sicurezza sulla riuscita della marcia. Secondo un'altra fonte, nella notte tra il 27 e il 28 ottobre si era portato a Cavallasca, nella villa di Margherita Sarfatti, per poter fuggire in Svizzera in caso di fallimento dell'azione armata.
Visto lo stallo della situazione politica, però, il giorno 29 fu contattato da Roma per raggiungere la capitale e poter ricevere l'incarico dal re per formare il governo; partì in treno la sera stessa.

### 30 ottobre

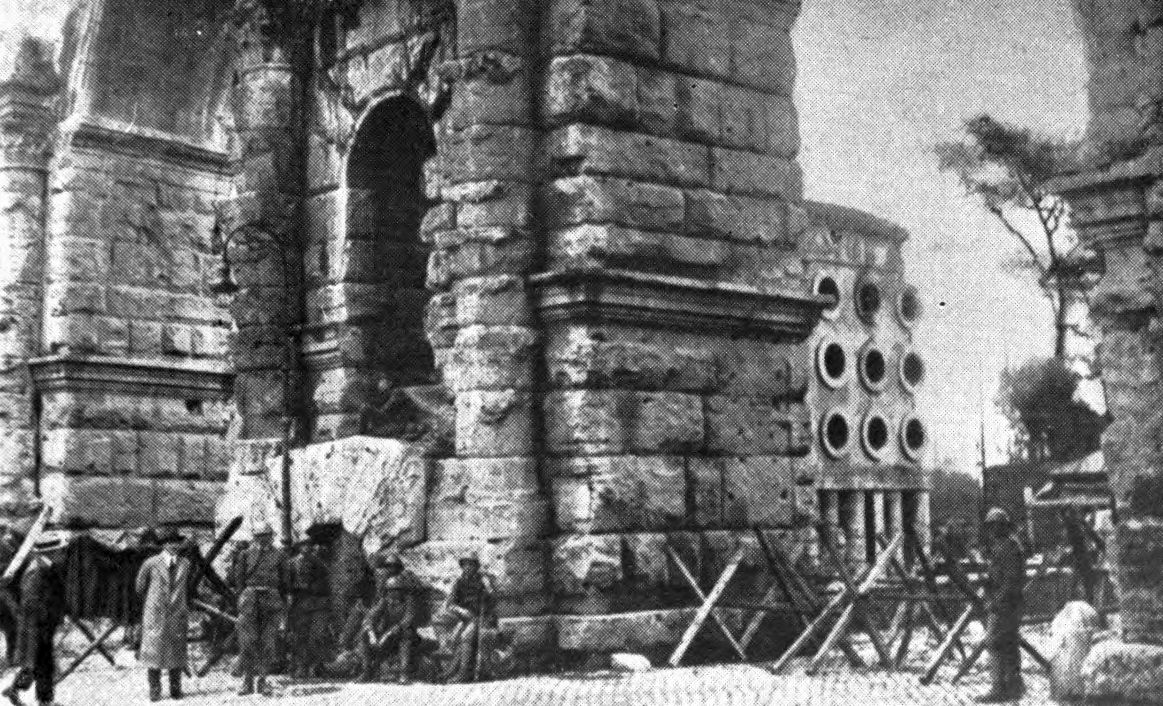
Roma. Sbarramenti con cavalli di Frisia a Porta Maggiore

La mattina del 30 le squadre dei fascisti avevano raggiunto le vicinanze della capitale, dove erano ancora presenti i blocchi ordinati dal governo. Mussolini giunse a Roma in mattinata e incontrò il re per l'incarico di formare il nuovo governo e l'elenco dei ministri fu presentato al sovrano la sera stessa; il re acconsentì anche a una sfilata delle squadre fasciste al monumento per il Milite ignoto e di fronte al Quirinale; le strade furono liberate dai blocchi attorno alle ore 13. Le colonne di fascisti si misero perciò in moto per entrare in Roma, ancora armate (soprattutto con armi cedute da membri dell'esercito o sottratte).
Non si fermarono però le violenze fasciste. La sede socialista in Via Seminario fu invasa e in serata fu devastata l'abitazione dell'onorevole Giuseppe Mingrino. Verso le 17:30 mentre la colonna di fascisti abruzzesi capeggiata da Bottai entrava in città passando incolume da San Lorenzo grazie ad un accordo siglato con l'esercito e gli antifascisti, gruppi di squadristi toscani assaltarono il quartiere operaio per compiere una rappresaglia contro la popolazione, che nei mesi precedenti si era distinta per la resistenza contro le violenze fasciste. Gli squadristi, fiancheggiati dai militari che avrebbero dovuto garantire l'ordine pubblico, iniziarono così a sparare contro sedi politiche, sindacali, osterie e case di antifascisti. A fine giornata si conteranno 8 morti e 13 feriti. I fascisti feriti furono quattro. La sera seguente uno squadrista sparerà contro un gruppo di antifascisti uccidendone uno e ferendone tre.

### 31 ottobre

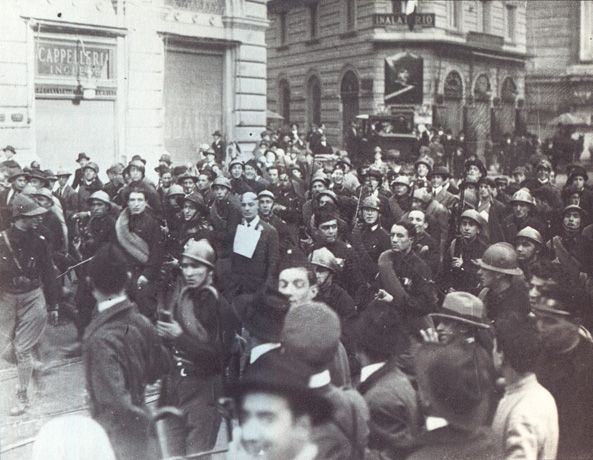
Giuseppe Lemmi, aggredito e dileggiato per le strade dai fascisti

Il 31 ottobre sul quotidiano Il Popolo d'Italia fu pubblicato l'ordine di smobilitazione. Ci furono però nuove violenze, con bastonature e somministrazioni di olio di ricino e con attacchi contro le abitazioni di Nicola Bombacci, di Francesco Saverio Nitti e di Elia Musatti. Presso la stazione Termini è assassinato l'invalido di guerra Attilio Battaglini. Vicino al Viminale Giovan Battista Capra, un cameriere pavese, è riconosciuto da gruppo di fascisti della sua città e ucciso. L'ex capo degli Arditi del Popolo Argo Secondari è aggredito e ridotto in fin di vita da una squadraccia. La sera stessa uno squadrista inoltratosi a San Lorenzo sparerà contro un gruppo di antifascisti uccidendone uno e ferendone tre. Fatti simili furono registrati anche nei giorni successivi, come nel caso dell'aggressione al comunista Giuseppe Lemmi il 1º novembre.
Nel pomeriggio del 31 ottobre si svolse la sfilata dei fascisti all'Altare della Patria e al Quirinale: un esercito di privati cittadini, con armi detenute illegalmente, sfilò davanti al re, capo dello Stato, e al Presidente del Consiglio dei ministri appena nominato, in spregio alle autorità che essi rappresentavano. Tra dicembre 1922 e gennaio 1923 la milizia fascista fu istituzionalizzata tramite la creazione della Milizia Volontaria per la Sicurezza Nazionale, forza armata posta sotto il diretto controllo del capo del governo; ciò era in violazione dello Statuto Albertino che stabiliva che tutte le forze dovessero essere sotto il comando del re.

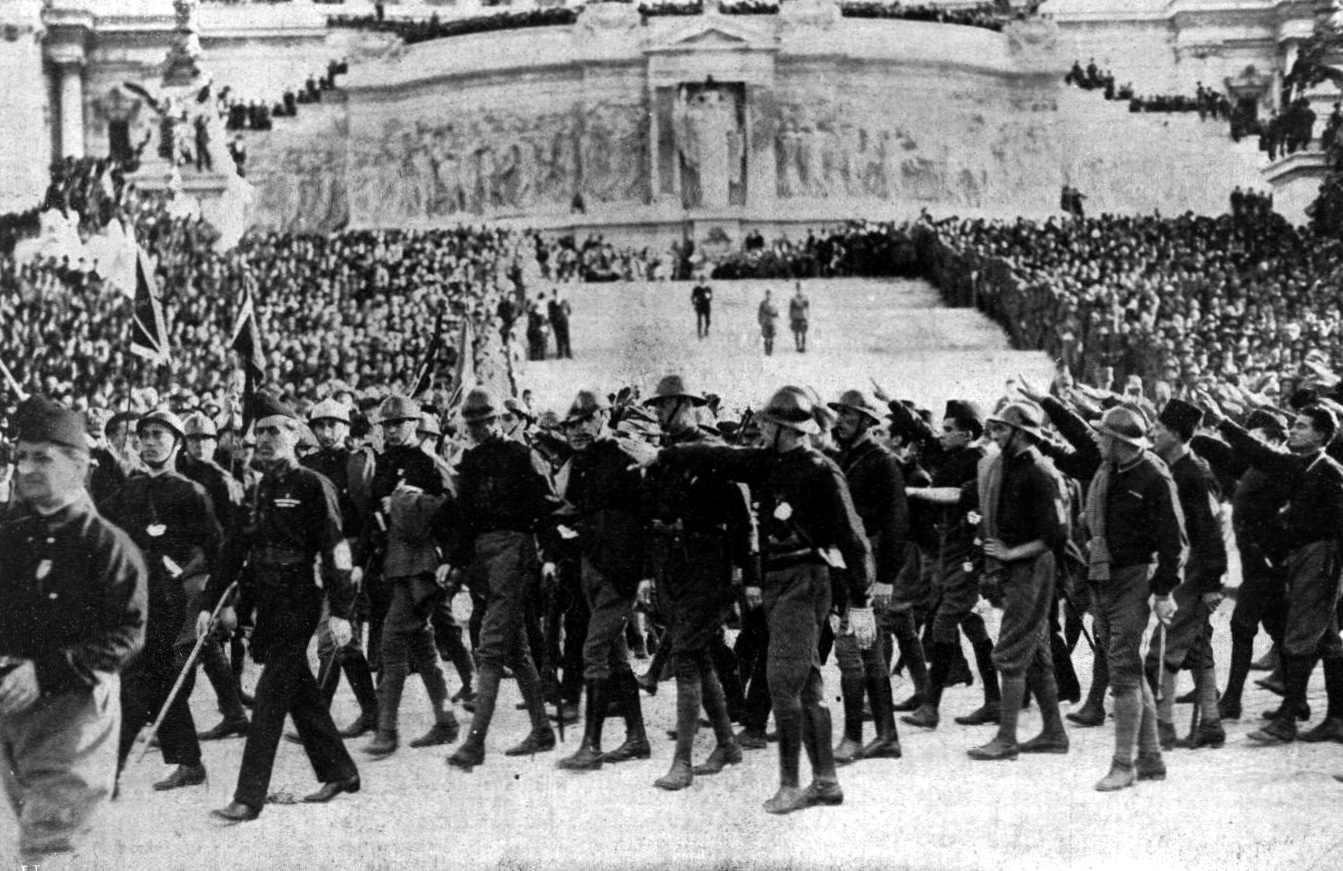
Sfilata fascista al Vittoriano
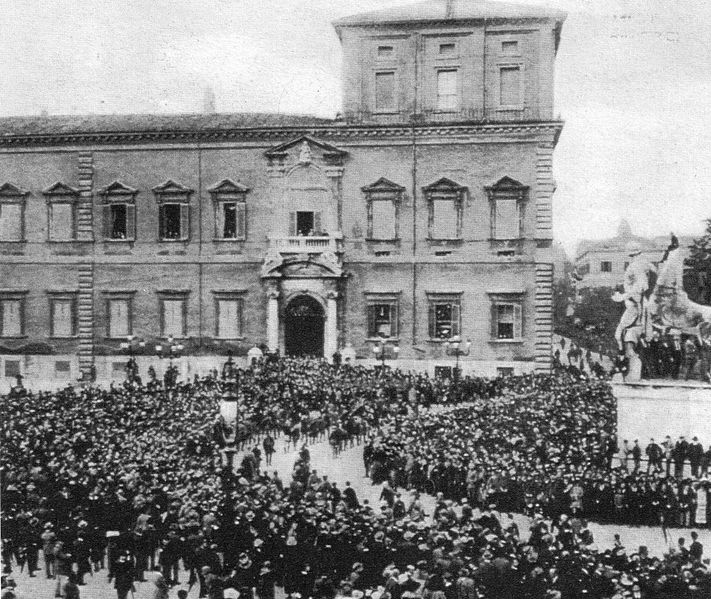
Sfilata fascista al Quirinale

## Giudizi

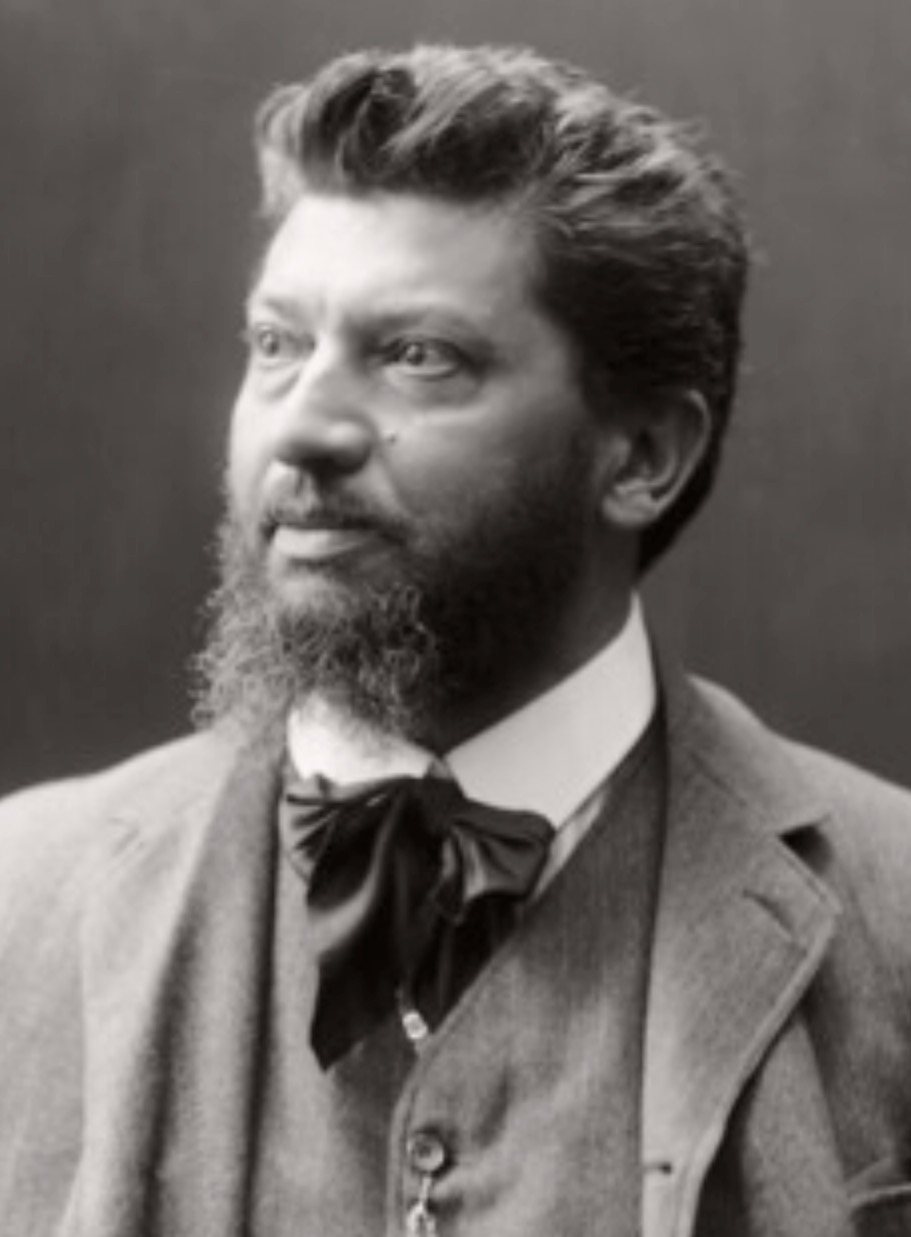
Filippo Turati

Nella discussione alla Camera dei deputati del 17 novembre (seguita al discorso del bivacco del giorno precedente), Filippo Turati contestò la pretesa azione rivoluzionaria della marcia su Roma, ma l'indicò come punto di inizio del nuovo regime.
questo aggettivo – la Camera non è chiamata a discutere e a deliberare la fiducia; è chiamata a darla; e, se non la dà, il Governo se la prende. È insomma la marcia su Roma, che per voi è cagione di onore, la quale prosegue, in redingote inappuntabile, dentro il Parlamento [...]
No, voi non inaugurate il vostro dominio, quello che voi chiamate non un Ministero ma un Governo, anzi un nuovo regime, con un atto di sincerità: voi lo inaugurate con un compromesso; il quale vi è più comodo, ne convengo, ma che non ha nulla di nuovo e nulla di innovatore. [...]
Voi eravate una trentina in questa Camera [...] E voi pretendete diventare d'un tratto trecento, imprimendo il fascio littorio nei cervelli dei vostri compiacenti colleghi, come lo avete impresso nel timbro dello Stato; imponendo a tutti il saluto con la mano protesa. Tutto ciò, convenitene, è troppo acrobatico, è troppo abracadabrante perché possa aggiungere serietà, non dirò alla Camera – ciò non vi interessa – ma a voi stessi.»
(dall'intervento di Filippo Turati alla Camera dei deputati)
Durante il ventennio, la marcia su Roma fu presentata dal regime e da Benito Mussolini come la "rivoluzione fascista" e ogni anno veniva numerato a partire da quell'evento ("anno I della rivoluzione fascista" etc). Invece, durante la Repubblica Sociale Italiana, Mussolini sostenne che la marcia su Roma non costituì una rivoluzione, perché era stato mantenuto il re come capo dello stato, richiamando in parte le parole di Turati.
Il fascismo – generoso e romantico come fu nell'ottobre del 1922 – ha scontato l'errore di non essere stato totalitario sino alla vetta della piramide e di aver creduto di risolvere il problema con un sistema che nelle sue applicazioni storiche remote e vicine ha palesato la sua natura di difficile e temporaneo compromesso. La rivoluzione fascista si fermò davanti a un trono. Parve allora inevitabile.»
(Mussolini)
Secondo Curzio Malaparte, invece, "Mussolini, che giudicava la situazione da marxista, non credeva alle probabilità di successo di un’insurrezione, che avesse dovuto combattere al tempo stesso contro le
forze del governo e le forze del proletariato (...) È da marxista che egli valutava le forze del proletariato e il loro compito nella situazione rivoluzionaria del 1920, è da marxista che egli giungeva alla conclusione che bisognava anzitutto spezzare le organizzazioni sindacali dei lavoratori": pertanto fu una sua precisa scelta quella di non alterare i rapporti di produzione, che in epoca moderna sono l'oggetto preminente di un movimento rivoluzionario.

## Anniversari ed era fascista

### Primo anniversario

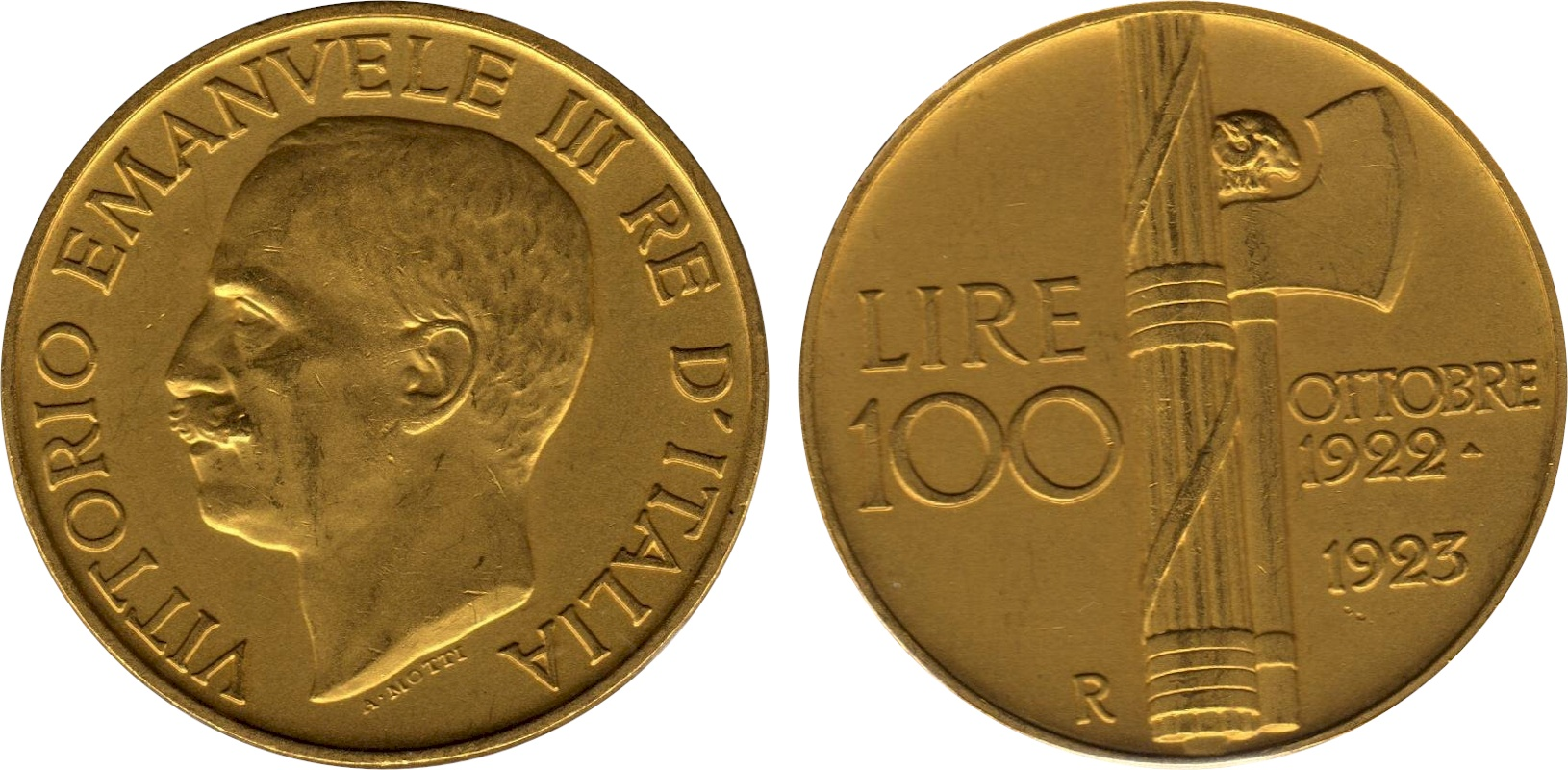
Moneta commemorativa da 100 lire in oro del 1923

Nel 1923 furono emessi sei francobolli (da lire 5, 2 e 1 e da centesimi 50, 30 e 10) «per celebrare la data dell'avvento al potere del Fascismo», caratterizzati da un fascio littorio e privi di riferimenti al regnante.
Nello stesso anno furono coniate monete in oro con valore nominale da 100 lire e da 20 lire, prive dello stemma sabaudo.
Nel rovescio: la rappresentazione del Fascio Littorio Romano, recante la scure completa a destra, ornata da una testa di Ariete, con a sinistra la indicazione del valore «Lire 100» oppure «L. 20» ed in basso la lettera R per indicare la Zecca di Roma, ed a destra la leggenda commemorativa: «ottobre 1922» e sotto il millesimo di coniazione 1923.»
Queste iniziative, insieme alle celebrazioni tenute dal 28 ottobre 1923, sono da considerarsi l'immediato inizio di un regime totalitario, «il quale non consente all'avvenire di avere albe che non saranno salutate col gesto romano, come non consente al presente di nutrire anime che non siano piegate nella confessione "credo"» (Giovanni Amendola).

### Medaglia e brevetto

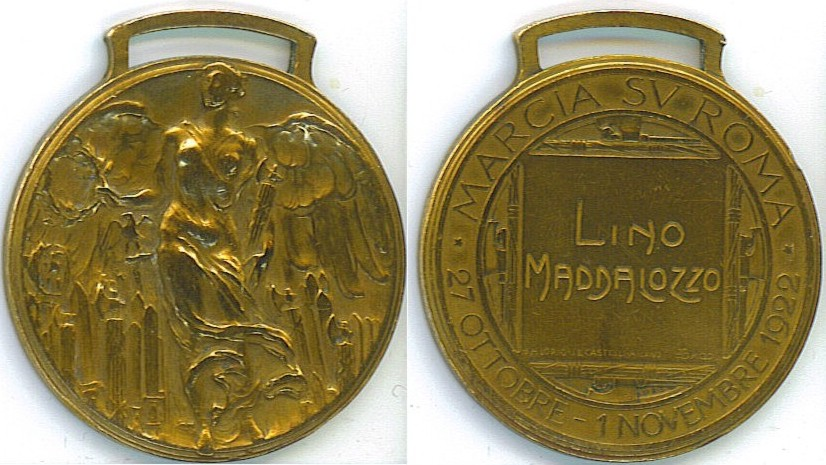
Medaglia commemorativa

Nell'ottobre 1923, sempre per il primo anniversario, il Partito Nazionale Fascista iniziò a distribuire, al prezzo di 5 lire, una medaglia commemorativa per i partecipanti e un brevetto firmato da Mussolini e dai Quadrumviri; la raccolta dei nominativi degli aventi diritto fu affidata alle federazioni provinciali. Inoltre era venduta, sempre a 5 lire, una stampa "ufficiale" realizzata da Silvio Galimberti, che «dovrà essere ornamento prezioso di tutte le case, uffici, scuole e officine».
Quadrumviri
- Italo Balbo
- Michele Bianchi
- Emilio De Bono
- Cesare Maria De Vecchi

Partecipanti famosi
- Giacomo Acerbo
- Giuseppe Bottai
- Giuseppe Mastromattei
- Piero Brandimarte
- Ather Capelli
- Gino Cervi
- Ines Donati
- Roberto Farinacci
- Cesare Forni
- Igino Ghisellini
- Francesco Giunta
- Giovanni Giuriati
- Ulisse Igliori
- Alessandro Lessona
- Serafino Mazzolini
- Ettore Muti
- Aurelio Padovani
- Alessandro Pavolini
- Cesare Rossi
- Carlo Scorza
- Marcello Serrazanetti
- Harukichi Shimoi
- Bruno Spampanato
- Achille Starace
- Carlo Tiengo
- Attilio Teruzzi

Partecipanti che aderirono all'antifascismo
- Aldo Finzi
- Luigi Capello

L'ultimo dei partecipanti, Vasco Bruttomesso, nato nel 1903, morì nel gennaio 2009. A seguito di un'analisi dei filmati dell'epoca con la tecnica del riconoscimento facciale, è stata segnalata la presenza alla marcia su Roma di Raoul Vittorio Palermi, Gran Maestro della Gran Loggia d’Italia.
Con circolare del 20 gennaio 1930 nei ruoli del personale delle amministrazioni statali fu inserita tra le benemerenze anche la partecipazione alla marcia su Roma, riconsciuta tramite presentazione dell'apposito "brevetto" rilasciato dal partito. Nel 1933 furono emanate disposizioni al fine «di emanare norme complementari a favore dei caduti, invalidi e feriti per la causa fascista e di coloro che parteciparono alla Marcia su Roma, nonché di estendere agli inscritti ai Fasci di combattimento anteriormente al 28 ottobre 1922 i benefici concessi dalle disposizioni vigenti per il personale statale ex-combattente».
Nel 1940 ai partecipanti fu concessa la medaglia commemorativa dell'Unità d'Italia.

### Era fascista

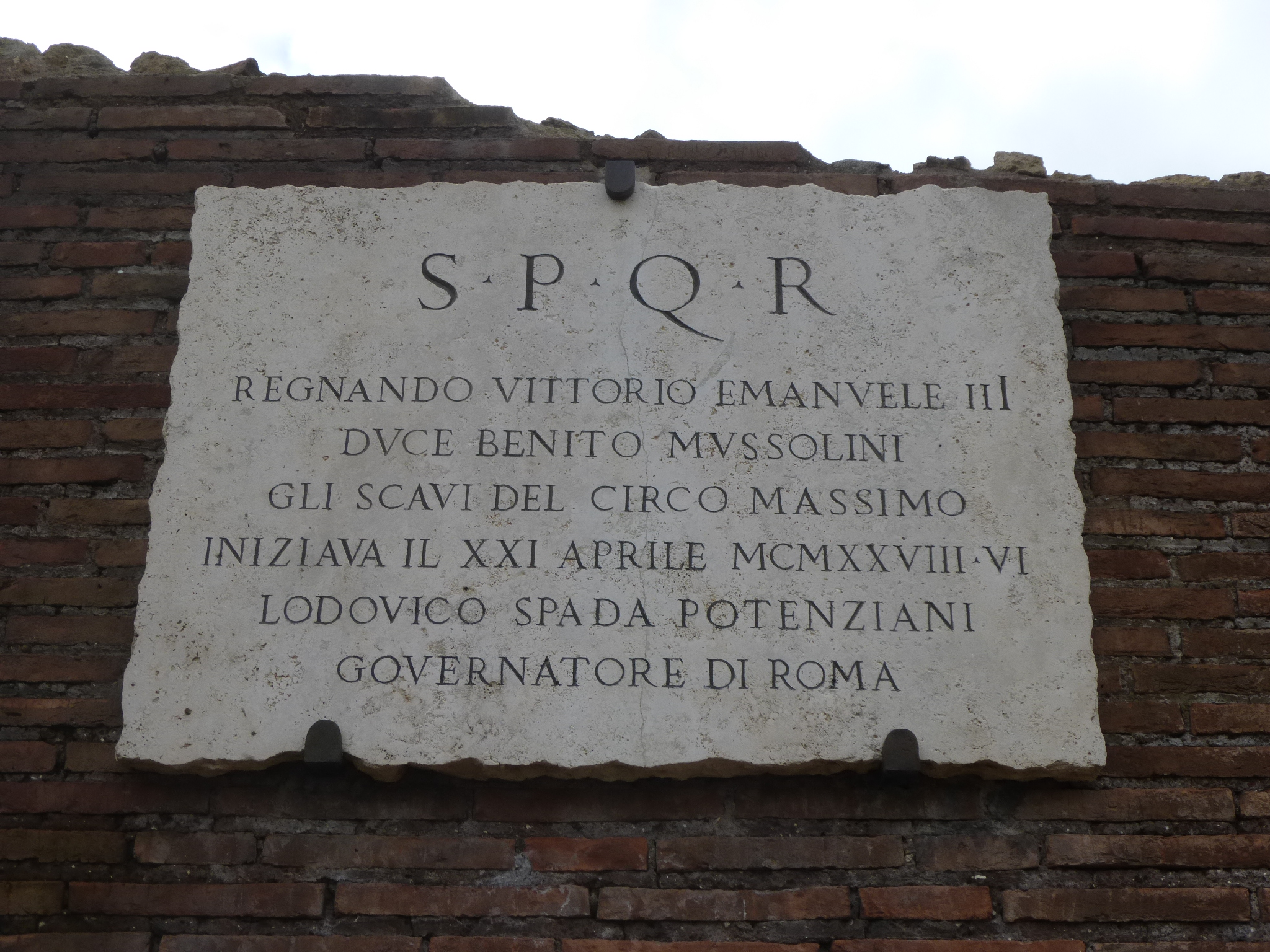
Datazione con era fascista in una lapide del 1928

Il 28 ottobre 1925 fu dichiarato festivo per le scuole; l'anno successivo il 28 ottobre «anniversario della marcia su Roma», divenne ufficialmente giorno festivo. Si diffuse anche il termine «antemarcia» per indicare quanto era avvenuto prima della marcia su Roma e in particolare per coloro che si erano iscritti al partito fascista prima del 28 ottobre.
L'introduzione ufficiale fu stabilita da una circolare del 25 dicembre 1926 emanata dal capo del Governo su richiesta del 26 novembre 1926 di Pietro Fedele, ministro della pubblica istruzione. L'anno era considerato a partire dal 29 ottobre di ogni anno (giorno successivo alla marcia su Roma) per terminare il 28 ottobre dell'anno successivo.
Inoltre, sempre per rinnovare il ricordo della marcia, con telegramma del 28 luglio 1931 Mussolini ordinò ai prefetti che «coll'inizio dell'anno X, tutti i centri urbani dei Comuni devono avere una via non secondaria col nome di Roma».

## Nei media

### Cinema
Film di propaganda fascista

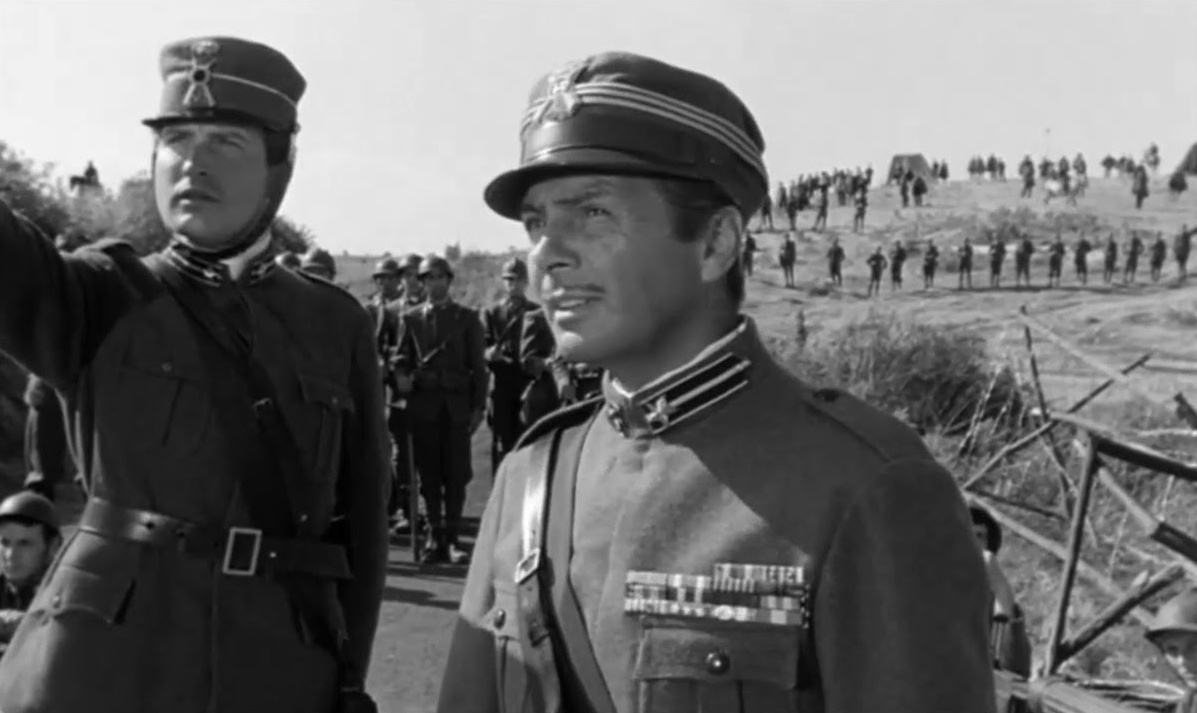
Immagine da La marcia su Roma (1962)

- A noi (1923) è un documentario di Umberto Paradisi sui giorni di fine ottobre 1922; è indicato come «Film ufficiale del Partito Nazionale Fascista».[103]
- Camicia nera (1933) è un film diretto da Giovacchino Forzano e commissionato dall'Istituto Luce; fu girato in occasione del decennale della marcia su Roma e rilasciato l'anno successivo.[104]
- Vecchia guardia (1934) è un film diretto da Alessandro Blasetti.[105]
- Redenzione (1943) è un film diretto da Marcello Albani.[106]

Film successivi al 1945
- Dopoguerra 1920 è un episodio del film Amori di mezzo secolo (1954); fu diretto da Mario Chiari e interpretato da Alberto Sordi.[107]
- Cronache del '22 (1961) è un film a episodi con riferimenti alla marcia su Roma.[108]
- La marcia su Roma (1962) è un film diretto da Dino Risi e interpretato da Vittorio Gassman e da Ugo Tognazzi.[109]
- La marcia su Roma (The March on Rome, 2022) è un documentario diretto da Mark Cousins.

La marcia su Roma fu utilizzata in modi diversi in alcuni film comici del dopoguerra.

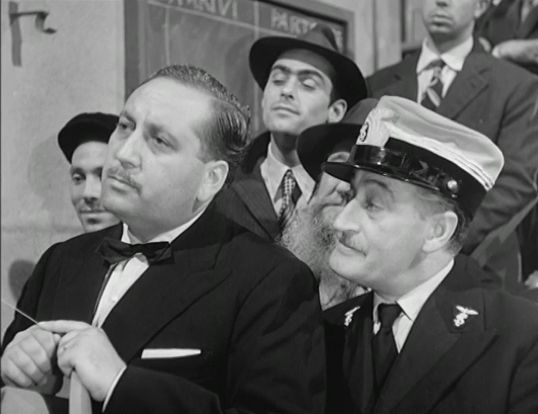
Giacomo Furia e Totò in Destinazione Piovarolo (1955)

- In Tizio Caio Sempronio (1952) alcuni eventi del periodo fascista erano ambientati in chiave parodistica in epoca romana: nel film Cesare prende il potere con la marcia su Roma dei mantelli neri, mentre Pompeo fugge a Bari con i generali.[110]
- In Destinazione Piovarolo (1955) Giacomo Furia interpretò il segretario di un onorevole del Partito Popolare Italiano: il 28 ottobre 1922 si unisce al treno dei fascisti diretti a Roma; nel dopoguerra torna a Piovarolo tra le autorità in occasione del ripristino del nome del paese e, quando riconosciuto, nega di aver partecipato all'evento.

- In Gerarchi si muore (1961) Aldo Fabrizi interpretò la parte del commendator Frioppi alle prese con la tenda da campo che aveva utilizzato nel 1922.[111]
- In Totò diabolicus (1962) Totò interpretò (tra gli altri) il personaggio del nostalgico Scipione di Torrealta e utilizzò il termine marcista (per assonanza comica con marxista) rivolto all'ispettore Scalarini (Mario Castellani) che aveva partecipato alla marcia.[112]

### Televisione

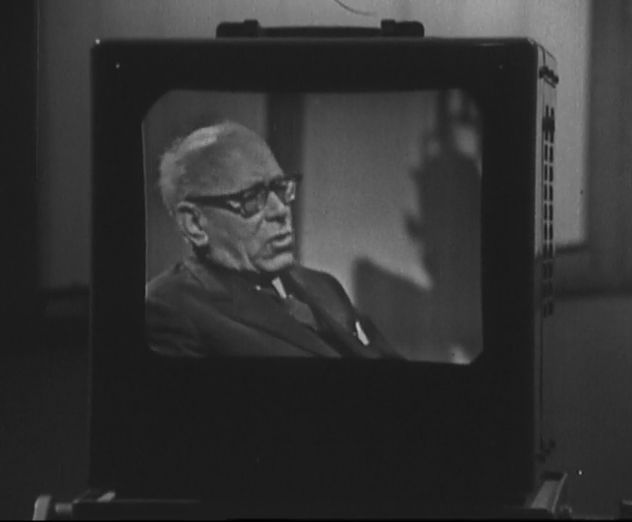
Nascita di una dittatura. Intervista a Umberto Terracini

- Nascita di una dittatura (1972) è una trasmissione televisiva in sei puntate condotta da Sergio Zavoli in occasione del cinquantesimo anniversario dalla presa del potere fascista; nella quarta puntata sono presenti varie interviste (Tullio Benedetti, Lando Ferretti, Giovanni Gronchi, Umberto Guglielmotti, Rachele Guidi, Agostino Iraci, Arturo Carlo Jemolo, Roberto Lucifero, Emilio Lussu, Giovanni Battista Migliori, Pietro Nenni, Giorgio Pini, Paolo Rossi, Aldo Rossini, Giuseppe Spataro, Umberto Terracini, Dante Maria Tuninetti), legate anche alla marcia su Roma.
- Tecnica di un colpo di stato: la marcia su Roma (1978) è una miniserie TV in quattro puntate diretta da Silvio Maestranzi andata in onda su TV2 tra dicembre 1978 e gennaio 1979.[113]

### Brani musicali
- La marcia su Roma (1922) è un brano di Carlo Ravasio pubblicato nei giorni in cui si svolse la marcia.[114]

### Arte
- Marcia su Roma (1932) è un quadro di Giacomo Balla, dipinto sul retro di Velocità astratta (1913).[115]